# Stuttgarter Flugdienst
Der Stuttgarter Flugdienst (auch SFD Aviation) war eine deutsche Charterfluggesellschaft mit Sitz in Stuttgart und Basis auf dem Flughafen Stuttgart.

## Geschichte
Der 1956 gegründete Stuttgarter Flugdienst führte zunächst Rundflüge durch und befasste sich mit Luftbildaufnahmen. Der Geschäftsflugverkehr spielte zunächst keine Rolle. In den 1960er Jahren beschaffte man eine Britten-Norman BN-2 Islander, um diesen sich entwickelnden Bereich abdecken zu können. Im Jahr 1974 wurde Contact Air gegründet und es folgte die Beschaffung erster Jets in Form von Flugzeugtypen der Learjet-Serie und einer Dassault Falcon 10.
Im Laufe der 1980er Jahre ersetzte man die Jet-Flotte durch effizientere Turboprops der BAe-Jetstream- und Beechcraft-King-Air-Serie.
Bis zur Insolvenz gehörte SFD zur Eheim-Unternehmensgruppe, ebenso wie Contact Air Technik. Als sich Contact Air in den 1990er Jahren zu einer Linienfluggesellschaft entwickelte, gliederte sich der SFD als eigenständige Charterfluggesellschaft aus, um den wiedererstarkten Markt des Business- und Executive-Charters zu bedienen. Der SFD hatte im Mai 2019 einen Insolvenzantrag gestellt.
Im August 2019 übernahm die Charterfluggesellschaft Atlas Air Service den Geschäftsbetrieb und die Mitarbeiter der insolventen SFD.

## Dienstleistungen
SFD führte hauptsächlich Charterflüge und Flugzeugwartungen durch. Am Flughafen Stuttgart war der SFD im Bereich der General Aviation beheimatet und besaß dort eine eigene Technikbasis mit „Line-Maintenance“ nach Part-145.

## Flotte

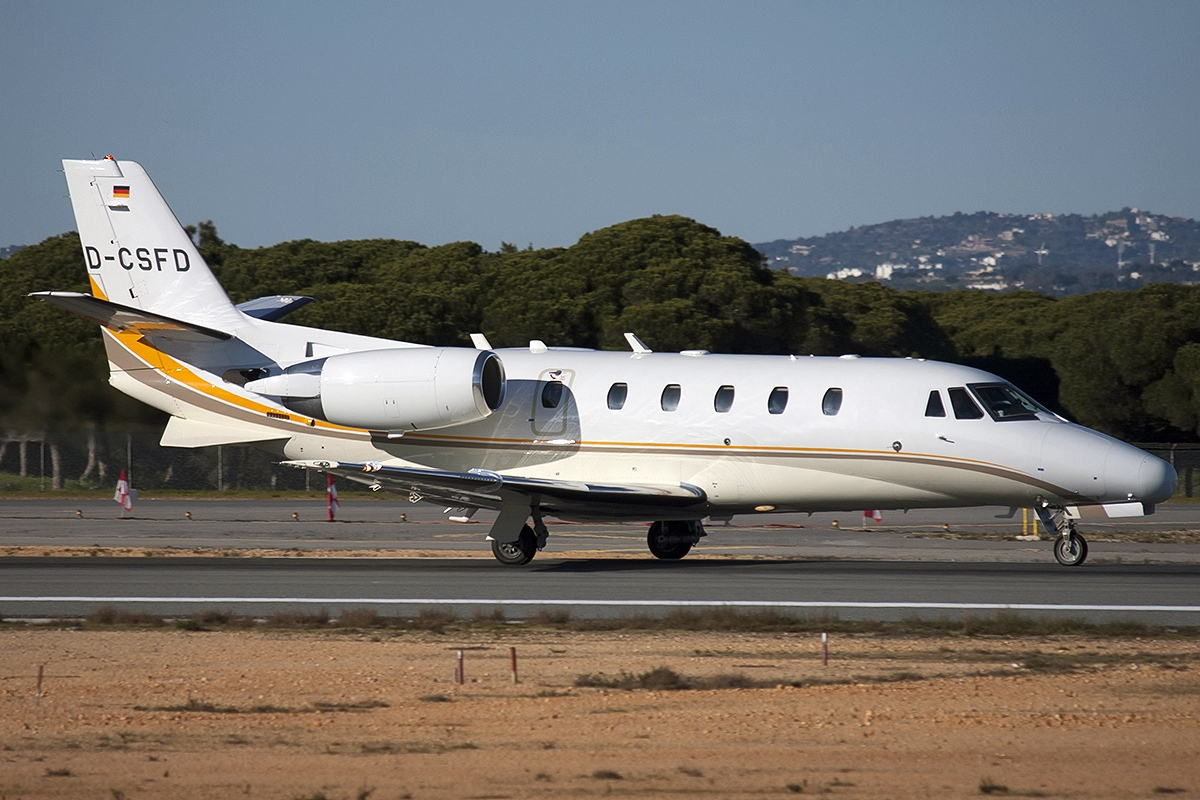
Cessna Citation Excel des Stuttgarter Flugdiensts

Mit Stand Oktober 2018 bestand die Flotte des Stuttgarter Flugdienst nur noch aus zwei Flugzeugen (vormals zwölf), die jedoch nicht Eigentum des SFD waren, sondern anderen Unternehmen außerhalb der Luftfahrt gehören:
| Flugzeugtyp            | Anzahl | bestellt | Anmerkungen | Sitzplätze |
| ---------------------- | ------ | -------- | ----------- | ---------- |
| Cessna Citation CJ3+   | 1      |          |             | 6          |
| Cessna Citation Encore | 1      |          |             | 8          |
| Gesamt                 | 2      | –        |             |            |